# Rio Bârzăvicioara
O Rio Bârzăvicioara é um rio da Romênia afluente do Bârzăviţa, localizado no distrito de Caraş-Severin.